# 蓝藻毒素

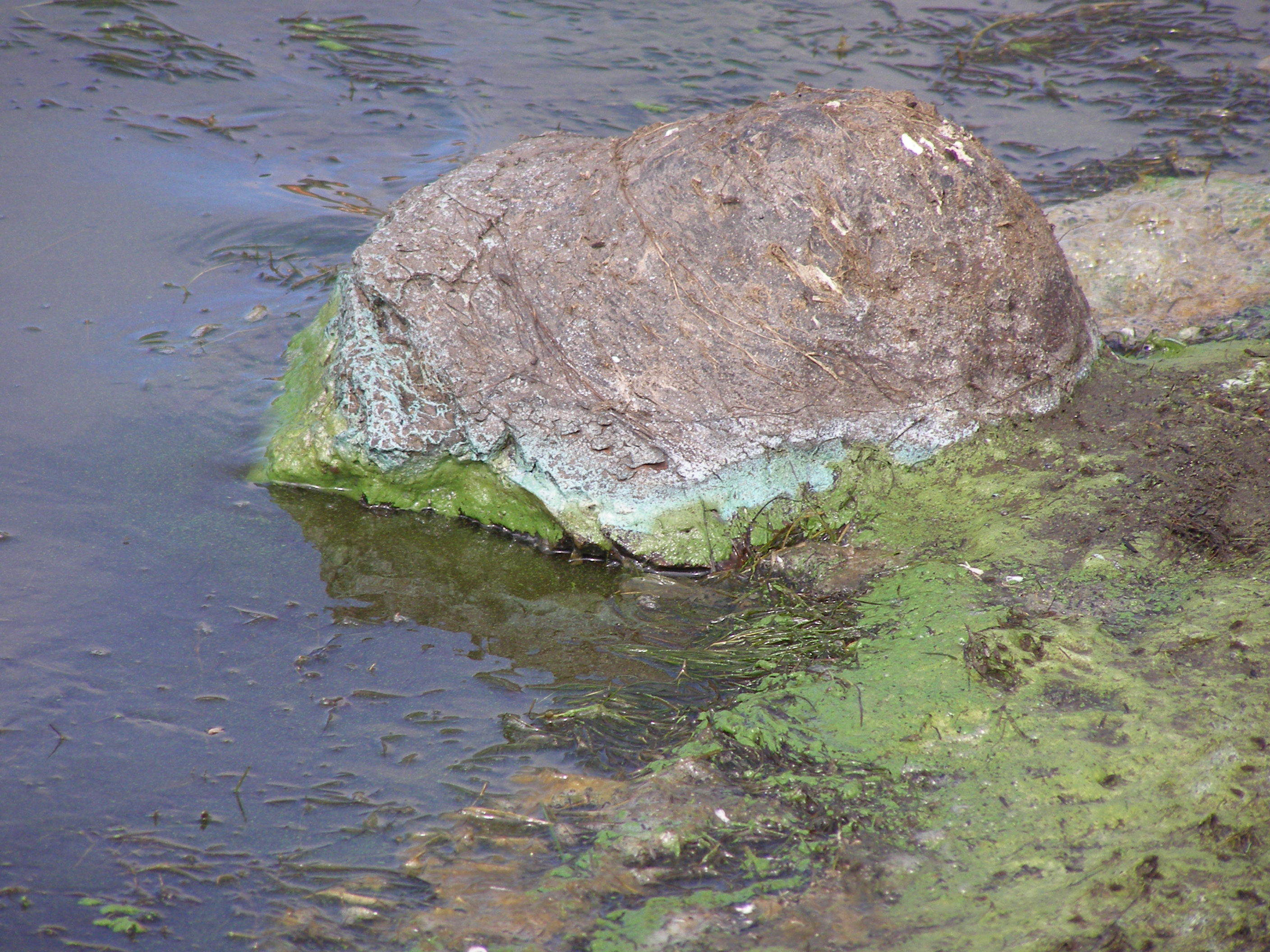
加利福尼亚州藻华期间被冲到岩石上的由蓝藻产生并含有蓝藻的绿色浮渣'

蓝藻毒素（英語：Cyanotoxin）是蓝藻（又称蓝绿藻）产生的毒素。蓝藻几乎随处可见，但尤其是在湖泊和海洋中，在高浓度磷的条件下，蓝藻会以指數增長，形成藻华。大量繁殖的蓝藻会产生蓝藻毒素，其浓度可毒害甚至杀死动物和人类。蓝藻毒素还可在鱼类和贝类等其他动物体内积累，导致中毒，如贝毒。
目前已知的一些最强大的天然毒物是氰毒素。它们包括强效神經毒素（Neurotoxin）、肝毒素（Hepatotoxicity）、細胞毒素（Cytotoxicity）和内毒素。尽管名称相似，但它们与氰化物无关。接触蓝藻可导致胃肠道症状、花粉症或瘙痒性皮疹。暴露于蓝藻神经毒素BMAA可能是神经退行性疾病（如肌萎缩性脊髓侧索硬化症 (ALS)、帕金森氏病、和阿茲海默症）的环境原因之一。人们还对蓝藻毒素等生物神经毒素的军事潜力产生了兴趣，这些毒素 "作为武器化的潜在候选物质已变得越来越重要"。
1878 年，《自然》杂志首次公开报道了蓝绿藻或蓝藻可能产生致命影响。乔治-弗朗西斯（George Francis）将他在澳大利亚墨累河河口观察到的藻华描述为 "像绿色油漆一样的厚厚浮渣，大约有两到六英寸厚"。据报道，大多数微藻毒素中毒事件都发生在淡水环境中，而且越来越普遍和广泛。例如，在美国中西部，数以千计的鸭和鹅因饮用受污染的水而死亡。2010 年，首次有报告称海洋哺乳动物因摄入蓝藻毒素而死亡。

## 背景

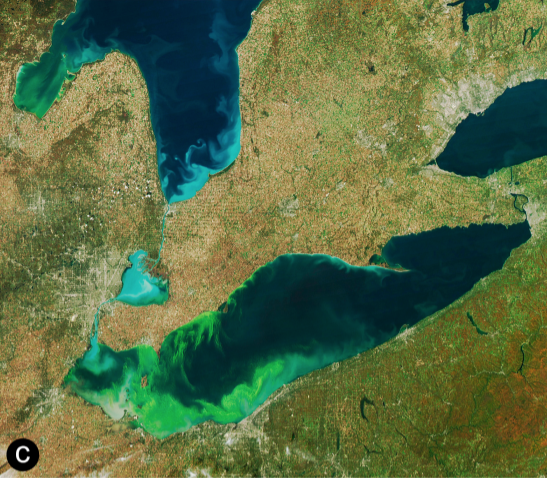
五大湖蓝藻藻华的卫星图像.

从生态学角度来看，蓝藻是海洋和淡水栖息地中数量最多的光养生物原核生物之一。蓝藻的益处和害处都相当重要。蓝藻是重要的初级生产者，也是多种次级产物（包括一系列被称为蓝藻毒素的有毒化合物）的重要来源。由于人为富营养化和全球气候变化的加剧，蓝藻在淡水、河口灣和沿海生态系统中大量生长，这引起了人们对有害藻华形成和地表水污染的严重关注。
蓝藻被认为是最原始的光合原核生物，可能出现于大约 35 亿年前的地球上。 它们在自然界中无处不在，在从沙漠到温泉和冰水的各种生态位中都能生长茂盛。大多数蓝藻是多种次生天然产物的重要来源，可用于食品、制药、化妆品、农业和能源领域。 此外，某些种类的蓝藻生长旺盛，并在特定生态系统中以其生物量和生产力形成优势微生物区系。据报道，在全世界许多富营养化或超富营养化的湖泊、池塘和河流中，由于某些蓝藻过度生长而形成藻华，并随之产生有毒化合物。
据报道，在淡水和海洋生态系统中栖息的蓝藻会产生一系列有毒的次级代谢产物，即蓝藻毒素。这些有毒化合物对多种水生生物、野生和/或家养动物以及人类的生存极为不利。水生生物（包括植物和动物）以及栖息在有毒藻华丰富的生态系统中的浮游植物和浮游动物都会直接受到不同蓝藻毒素的危害。
据推测，蓝藻毒素在化学防御机制中发挥着重要作用，使蓝藻相对于其他微生物具有生存优势，或阻止更高营养级的捕食。蓝藻毒素还可能参与化学信号的传递。